# Anomala anodonta
Anomala anodonta är en skalbaggsart som beskrevs av Ohaus 1916. Anomala anodonta ingår i släktet Anomala och familjen Rutelidae. Inga underarter finns listade i Catalogue of Life.